# 암병동
《암병동》(러시아어: Раковый Корпус, 영어: Cancer Ward)은 러시아의 작가인 알렉산드르 솔제니친이 1967년 발표한 소설이며, 1970년 노벨 문학상을 받게 된 소설이기도 하다. 1966년 사미즈다트로 처음 출판되었고, 1968년 4월 영어 번역본으로 공식적으로 출판되었다. 배경은 이오시프 스탈린 사망 이후의 소련 타슈켄트(현재 우즈베키스탄의 수도)의 병원이며, 올레그 필리모노비치 코스토글로토프(Oleg Filimonovich Kostoglotov), 파벨 니콜라예비치 루사노프(Pavel Nikolayevich Rusanov) 등의 암 환자들의 이야기를 다루고 있다. 소련에 대한 사회의 모순과 부정 등의 내용이 담겨있었기 때문에 본국에서는 출판하지 못하였다.